# Georges Outrey
Alexandre Georges Outrey (1847-1931) est un diplomate français qui a principalement été en poste dans le Levant. Issu d'une famille de diplomates ayant représenté la France dans l'Empire ottoman, il devient lui-même drogman à Constantinople. il y rédige en 1898 un volume de 1 232 pages qui codifie le protectorat français sur les Lieux saints de Jérusalem. Après avoir passé huit ans à la tête du consulat français de Porto au Portugal, il est nommé le 7 février 1905 consul général de Jérusalem, poste qu'il occupe jusqu'en 1908.

## Famille
Georges Outrey est marié à Madeleine Crahay de Franchimont.
Il est le cousin d'Ernest Outrey, administrateur colonial et homme politique ayant fait sa carrière en Indochine. Son neveu, Amédée Outrey, a aussi été consul à Jérusalem.

## Distinctions
- Officier de la Légion d'honneur (1er janvier 1908)[7]
- Officier d'académie

## Ouvrages
- Études pratiques sur le protectorat religieux de la France en Orient, 1898.